# Port lotniczy Prijedor
Port lotniczy Prijedor – port lotniczy zlokalizowany w Prijedorze (Bośnia i Hercegowina, Republika Serbska).